# Abarema microcalyx
Abarema microcalyx là một loài thực vật thuộc chi Abarema trong họ Đậu.